# Kuraš

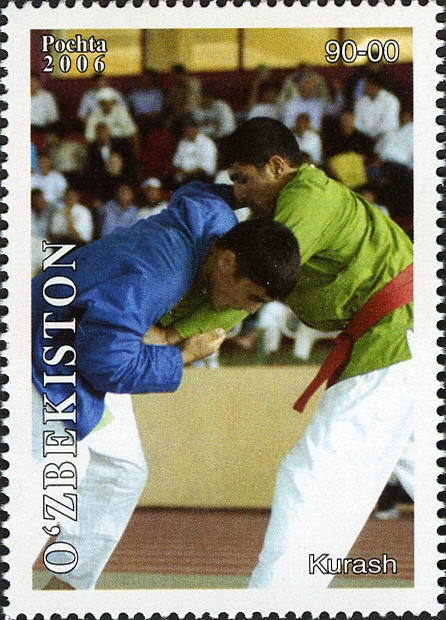
Kuraš

Kuraš, kurash někdy též historicky nepřesně uzbecký kuraš nebo přesněji bucharský kuraš je úpolový sport, zápasnický souboj dvou soupeřů podobné hmotnostní kategorie, snažících se pomocí chvatů na pravidly povolenou část soupeřova obleku (jachtak) a kalhot zvítězit buď hodem na lopatky (chalol) nebo na body. Zápas probíhá na boso na žíněnce gilam velikosti 14×14m a to výhradně ve stoje. Úchop je volný, je však zakázán od kolen dolů a při pasivním (nerozhodném) souboji je vyhlášeno džazo, kdy se soupeři chytí do předepsaného úchopu za opasek. Pravidla kuraše reguluje Mezinárodní kurašová asociace (I.K.A.).

## Historie

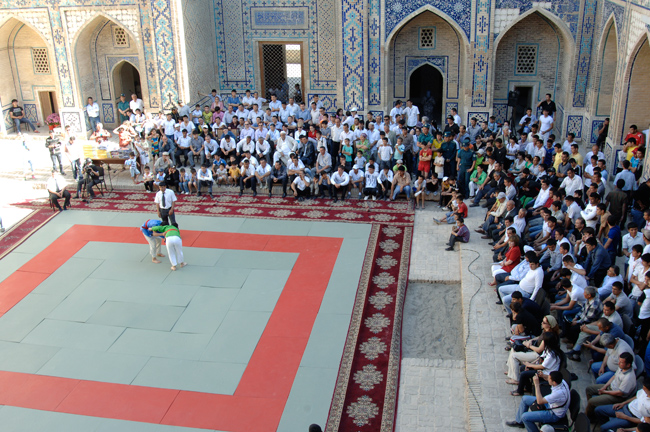
Kuraš během svátku Asrlar Sadosi v Buchaře

První ucelená pravidla kuraše vznikla v devadesátých letech dvacátého století z pera uzbeckého pedagoga Komila Yusupova. Yusopov aplikoval pravidla příbuzných úpolových sportů juda a zápasu sambo na národní zápasnický styl praktikovaný na území Uzbekistánu a Tádžikistánu od starověku. Tento zápasnický styl se nazývá bucharský kuraš podle významného města starověké oblasti Sogdiana, Baktrie (Transoxanie) Buchary. V dnešním Tádžikistánu je znám jako guštingiri. Tádžikové patří z etnografického hlediska k jiné skupině než Uzbeci, proto pro praktický identický druh zápasu používají jiný výraz (kuraš vs. guštingiri). Toto národnostní rozdělení vzniklo teprve v devatenáctém a dvacátém století po ovládnutí oblasti carským Ruskem a později Sovětským svazem. Původní obyvatelé Transoxanie a později Bucharského chanátu (emirátu) byli íránského (Sartové) a turkického původu a kočovní Uzbeci, kteří do oblasti přišli ze středoasijských stepí v 16. století, tvořili vládnoucí a vojenskou třídu Bucharského chanátu.
Z historie se nedochovala původní pravidla boje. Z maleb je zřejmé, že kuraš je v prvé řadě souboj dvou mužů držících se předem daným úchopem za opasek (belt wrestling). Volný úchop byl pravděpodobně importován z východní Asie (Čína, Mongolsko) a formoval tak bucharský styl (guštingiri). Oblast mezi řekami Amudarja a Syrdarja (Transoxanie) leží na hedvábné stezce a původní kultura byla s čínskou Jüe-č’ úzce spojena. Ve středověku do oblasti pronikaly mongolské kmeny.
Termín kuraš je turkického původu a znamená "zápas", "boj", "do boje". Tímto slovem souboj začíná. K vidění byl v příležitosti různých oslav (svatba, obřízka) nebo při festivalech (Nourúz, Asrlar Sadosi). Obyvatelé Maverannáhru (Transoxanie) při zápasení uctívají vzpomínku svých hrdinů (pahlavanů) a kult osobnosti jde daleko do minulosti k Zarathuštrovi, zakladateli Zoroastrismu.

## Mezinárodní řídící orgán
Pravidla kuraše a systém turnajů reguluje od roku 1999 Mezinárodní kurašová asociace (I.K.A.). V roce 2003 byl kuraš zařazen mezi sporty Asijského olympijského výboru (OCA)

### Základní pravidla
Zápas řídí tři rozhodčí, jeden hlavní a dva postranní. Hrací doba jsou 4 minuty (2018). Zápas začíná úklonem tazim (rei) a startuje slovem kuraš (hadžime). Souboj se přerušuje  slovem tochta (mate). Při pasivním boji nebo nerozhodném stavu rozhodčí nařizuje speciální challenge džazo, při kterém se oba soupeři chytí stejným úchopem za opasky a z tohoto úchopu se snaží jeden druhého hodit. Pokud se jeden ze soupeřů pustí soupeřova opasku je penalizován a dostává se do bodové ztráty. K provedení chvatů při džazo se mohou používat nohy.
Zápasí se na boso ve vestě jachtak, která je zelené nebo modré barvy na podložce gilam velikosti 14×14 m. Zápasí se ve většině případu na fotbalových stadionech. Vesta je svázaná červeným opaskem. Rozměry a materiál vesty jsou regulovány pravidly a před zápasem podléhají kontrole.
Zápas se boduje podle provedených chvatů. a za penalizování proti pravidlům. Předčasné ukončení je oznamováno slovem chalol (ippon), za hod soupeře na lopatky, případně dvou hodů s nižším hodnocením jonboš (wazari). Nejnižší bodové hodnocení je čala (juko). Neudělení žádného bodu za hod rozhodčí signalizuje slovem bekor. Chalol se též uděluje při hodu s nižším hodnocením jonboš a dvou penalizací dakki (čui). Jedna penalizace je oznamována slovem tanbech (šido). Diskvalifikace girrom (hasoku-make) se uděluje po třetím napomenutí nebo při jiném provinění proti pravidlům. Po uplynutí časového limitu se zápas se ukončuje slovem vakt.
pozn. v závorkách je uveden ekvivalent z juda

### Systém turnajů
První mezinárodní turnaj byl uspořádán v roce 1998 v Taškentu a nese název Prezidentský pohár (Islam Karimov). Jde o nejprestižnější soutěž, které se účastní nejlepší uzbečtí zápasníci v konkurenci sambistů, judistů, ale i kurašistů z dalších zemí. Prestiž turnaje je dána v prvé řadě vysokou finanční odměnou za vítězství.
Mistrovství světa se pořádá od roku 1999, ale IKA je členem WADA teprve od roku 2010.
Kuraš byl součástí dnes již neexistujících Středoasijských her (CAG). Od roku 2009 je součástí Asijských halových a bojových her. V roce 2018 byl kuraš poprvé na programu Asijských her v Jakartě.

### Váhové kategorie
- Muži: do 60 kg, do 66 kg, do 73 kg, do 81 kg, do 90 kg, do 100 kg, nad 100 kg, bez rozdílu vah
- Ženy: do 48 kg, do 52 kg, do 57 kg, do 63 kg, do 70 kg, do 78 kg, do 87 kg, nad 87 kg

### Popularita
Cetrem kuraše jako mezinárodní sportovní disciplíny je Uzbekistán. Turnajů v kuraši se účastní země, ve kterých je populární judo, sambo nebo podobný vestový národní zápasnický styl. Jde o země bývalého Sovětského svazu, Jižní Korea, Japonsko, Írán nebo Afghánistán.